# Ivo Štrukelj
Ivo (Ivan) Štrukelj, slovenski arhitekt, * 23. junij 1920, Ljubljana, † 2012.
Štrukelj je leta 1947 diplomiral na arhitekturnem oddelku Tehniške fakultete v Ljubljani. V letih 1947–1949 je delal v Sarajevu. Leta 1951 je zasnoval hotel Jezero bluzu Jajca v Bosni. Od 1950 do upokojitve 1985 je bil zaposlen pri Slovenijaprojektu v Ljubljani. Projektiral je več stanovanjskih zgradb v različnih slovenskih mestih. Med njegovimi najpomembnejšimi deli sta stolpnica v Študentskem naselju v Ljubljani (1960–1963) in stanovanjsko-poslovna stavba v Kolodvorski ulici (1968).